# Hedenbron

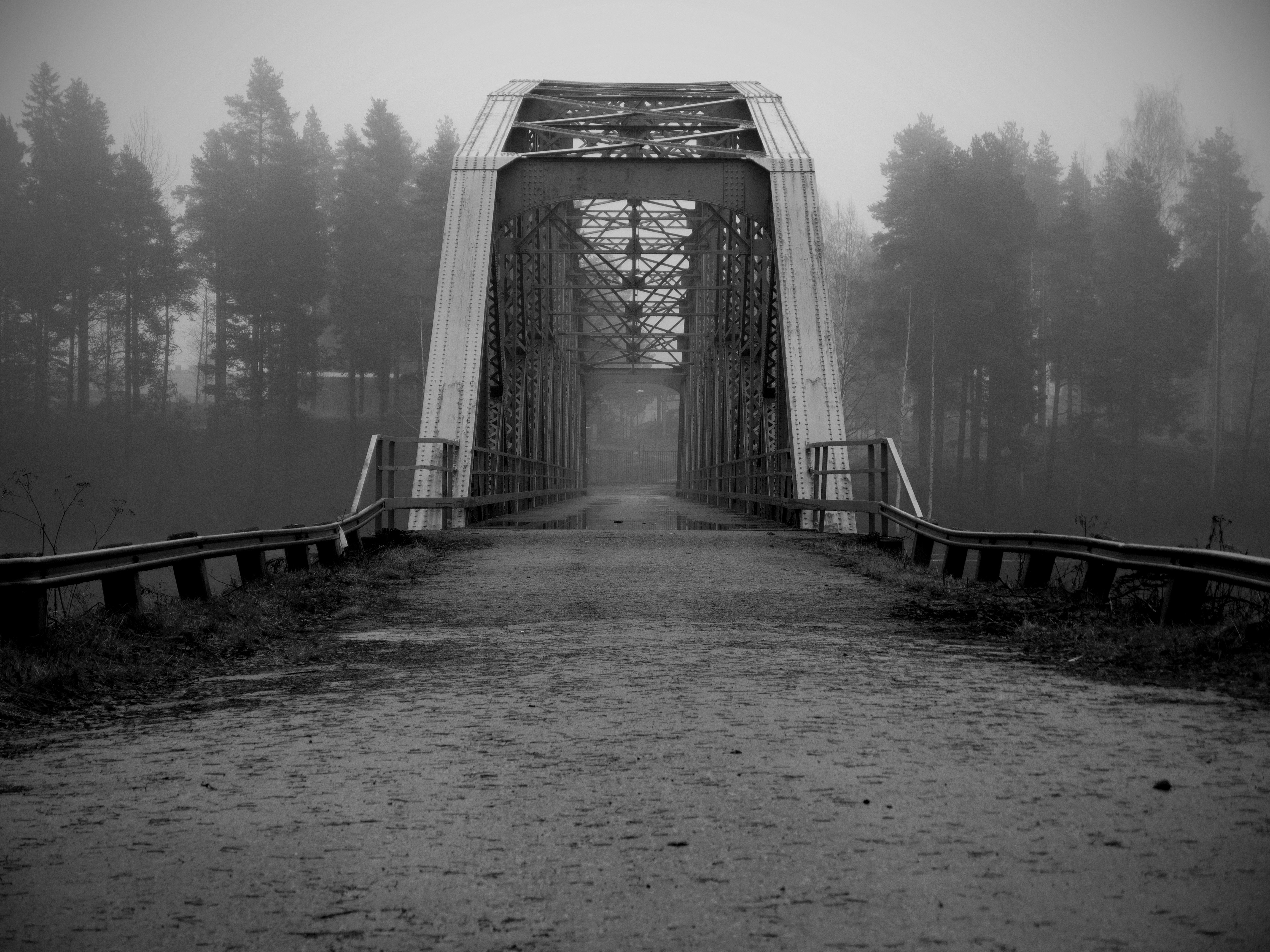
Hedenbron i Boden, 2012.

Hedenbron är en 124,4 meter lång fackverksbro över Lule älv belägen uppströms Bodens kraftstation. Bron uppfördes 1912 av fortifikationsförvaltningen efter konstruktionsritningar av ingenjör Axel Björkman och är länets äldsta fackverksbro. Den var i bruk fram till 1983 då en ny bro uppfördes ca 50 meter söderut. Den gamla bron ligger kvar som gång- och cykelbro och reservbro. Hedenbron anses ha ett högt teknikhistoriskt värde och målades om och försågs med ny belysning år 2013.

## Konstruktion

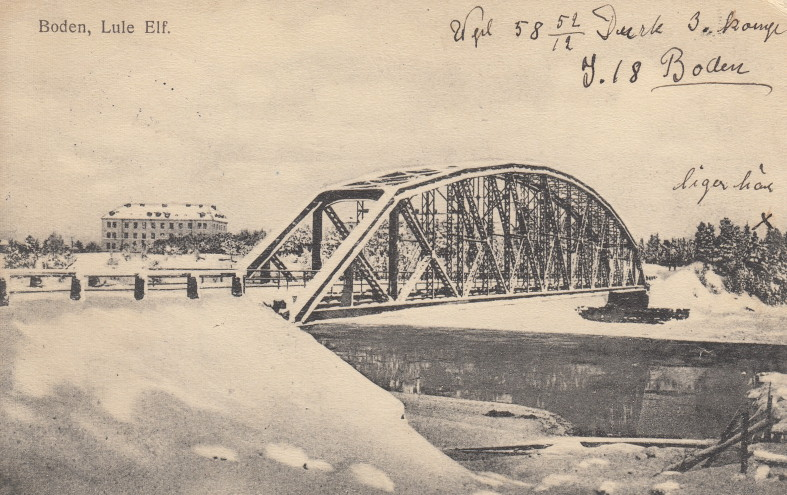
Hedenbron på ett äldre vykort.

Enligt länsstyrelsen: "Hedenbron är länets äldsta fackverksbro som är byggd för vägtrafik och den enda med stående halvparabelfackverk, med diagonala ändståndare. Överbyggnaden, målad i en ljust blågrå kulör, vilar på landfästen av grovhuggen sten i kallmur som senare fått förstärkningar av betong. Brobanan är av trä, men idag belagd med asfalt. Bron har äldre vinkeljärnsräcken med navföljare av U-balk. Vägräcken består av kohlswabalk på betongståndare."

## Läge
Bron är belägen strax norr om Bodens kraftstation i ett område med stor militär verksamhet.
Enligt länsstyrelsen: "Området präglas av den militära verksamheten i staden. Intill västra landfästet finns två äldre skyttevärn i betong bevarade. Även på västra sidan finns äldre militära anläggningar."